# Mesomeritius indivisus
Mesomeritius indivisus är en mångfotingart som beskrevs av Henrik Enghoff 1990. Mesomeritius indivisus ingår i släktet Mesomeritius och familjen kejsardubbelfotingar. Inga underarter finns listade i Catalogue of Life.